# Karnak (Marvel Comics)
Karnak, il cui nome per intero è Karnak Mander-Azur, è un personaggio dei fumetti creato da Stan Lee (testi) e Jack Kirby (disegni), pubblicato dalla Marvel Comics. La sua prima apparizione avviene in The Fantastic Four (vol. 1) n. 45 (dicembre 1965).
Membro della Famiglia Reale Inumana e maestro della Torre della Saggezza (Tower Of Wisdom), Karnak è un filosofo ed artista marziale che non si è mai sottoposto al rito della Terrigenesi padroneggiando invece un elaborato stile di combattimento che gli permette di localizzare e colpire con precisione i punti deboli o i difetti insiti in qualunque oggetto, persona o ideologia, motivo per cui è stato definito come: «un filosofico esperto di karate dalla personalità nominale».

## Storia editoriale
Esordito su The Fantastic Four n. 45, nel dicembre 1965, ad opera di Stan Lee e Jack Kirby, in quanto membro di spicco della Famiglia Reale Inumana, il personaggio compare in tutte le testate e miniserie loro dedicate nonché come ospite in numerose storie di altri eroi Marvel ed in qualità di narratore delle vicende di Inhumanity (febbraio-marzo 2014) serie scritta da Matt Fraction, che mette in risalto le abilità del personaggio di risolutore d'enigmi e stratega. Con il rilancio di tutte le testate della casa editrice sotto il marchio All New All Different Marvel, Karnak ottiene una testata autonoma scritta da Warren Ellis e disegnata da Gerardo Zaffino.

## Biografia del personaggio

### Origini
Nato sull'isola di Attilan, nell'Oceano Atlantico, dal sacerdote-filosofo Mander e dalla biologa marina Azur, Karnak viene educato dal padre alla Torre della Saggezza, nel suo stesso ordine religioso, e rinuncia ad esporsi alle Nebbie Terrigene per volere dei genitori poiché, dopo la Terrigenesi, suo fratello maggiore Triton è divenuto un essere incapace di respirare fuori dall'acqua.
Crescendo, Karnak sviluppa un peculiare stile di arti marziali che gli permette di localizzare i punti deboli di qualsiasi cosa o persona divenendo il pianificatore strategico ufficiale della Famiglia Reale Inumana.

### Alleato dei Fantastici Quattro
Nel momento in cui Medusa scompare a seguito di un'amnesia Karnak, Triton, Gorgon e Freccia Nera si prodigano per ritrovarla, impresa nel corso della quale fanno la conoscenza dei Fantastici Quattro, con cui instaurano una profonda amicizia ed alleanza che li porta a collaborare in numerose occasioni per affrontare Maximus o altri supercriminali. Dopo aver combattuto contro Blastaar e i Kree, Karnak abbandona la Terra assieme al resto degli Inumani a causa dell'elevato inquinamento trasferendo Attilan su un'area della Luna denominata "Lato Blu".
Successivamente Karnak collabora con i Vendicatori, si scontra con l'Alto Evoluzionario, assiste alla nascita del figlio di Freccia Nera e Medusa, Ahura, viene brevemente manipolato da Mefisto e Cuore Nero, combatte al fianco dei New Warriors, assiste X-Factor contro Apocalisse e, spalleggiato da una squadra d'assalto di Inumani, riesce a calmare il confuso Sentry.
Nel corso dell'invasione segreta degli Skrull Karnak combatte gli alieni mutaforma per difendere il suo popolo e l'umanità.

### Morte e ritorno
Dopo che Freccia Nera fa esplodere una Bomba Terrigena su New York Karnak, comprende che la conseguenza sarà l'attivazione dei poteri di chiunque abbia discendenze inumane e, prevedendo un cataclisma, si suicida gettandosi nel vuoto; salvo poi tornare in vita dopo essere riuscito a trovare un "difetto" nell'aldilà e riassumere il suo ruolo di consigliere reale in vista della prevista crisi.

## Poteri e abilità
Come molti Inumani, Karnak possiede caratteristiche fisiche quali forza, agilità, resistenza e guarigione dalle ferite parecchio più sviluppate di quelle di un comune essere umano, nonché di un'aspettativa vitale media di circa 150 anni; di contro tuttavia, il suo sistema immunitario è parecchio più debole, tanto che difficilmente potrebbero sopravvivere in ambienti inquinati.
A differenza del resto dei suoi simili, Karnak non si è mai esposto alla Nebbie Terrigene e pertanto non possiede poteri soprannaturali, ma ha ottenuto, tramite la meditazione e vari allenamenti intensivi, la capacità di localizzare e colpire con precisione i punti deboli, i difetti ed i punti di rottura di qualunque oggetto, persona o ideologia, riuscendo a disintegrare oggetti anche durissimi senza alcuno sforzo. Le sue capacità di pianificazione strategica e analitica sono infine tanto vaste da rasentare la precognizione.

## Altre versioni

### Amalgam
Nell'universo Amalgam, gli Inumani Karnak e Triton vengono fusi con Serifan dei Forever People dando vita a Triserinak degli Un-People.

### Mutant X
Nella miniserie Mutant X, dopo che l'Arcana/Regina dei Goblin e Dracula attaccano la Terra nel tentativo di conquistare il multiverso, un gruppo di Inumani (incluso Karnak) e di Eterni li combattono a Washington venendo tuttavia uccisi con facilità dal vampiro.

### Marvel Zombi
Nell'universo Marvel Zombi, Karnak, così come l'intera Famiglia Reale Inumana, sono mutati in zombie e uccisi da Machine Man.

### Rinascita degli Eroi
Nell'universo alternativo de La Rinascita degli Eroi, Attilan ospita i Fantastici Quattro perché questi aiutino la Famiglia Reale Inumana contro Maximus il Folle. Differenza sostanziale di tale realtà è che gli Inumani venerano Galactus.

### Terra X
Nella realtà di Terra X Karnak ha subito la Terrigenesi sviluppando capacità fisiché e mentali superumane nonché dei lineamenti più cavi e un cranio abnorme. Dopo il matrimonio di interesse tra Medusa e Capitan Bretagna, Karnak si impone l'autoesilio ritenendolo un oltraggio alla memoria del defunto Freccia Nera.

### Ultimate
Nell'universo Ultimate, Karnak compare nell'usuale veste di consigliere reale degli Inumani, tuttavia ha l'aspetto di un individuo anziano dalla lunga barba bianca dotato della capacità di percepire e controllare qualunque forma di energia, tanto da riuscire a distruggere un campo di forza creato dalla Donna Invisibile.

## Altri media

### Televisione
- Karnak compare in un episodio della serie animata del 1978 The Fantastic Four.
- Il personaggio è presente nella serie animata del 1994 I Fantastici Quattro.
- Karnak compare in un episodio di Ultimate Spider-Man.
- Il personaggio è presente in un episodio di Hulk e gli agenti S.M.A.S.H..
- Nella serie animata Guardiani della Galassia, compare Karnak.
- Karnak compare nella serie animata Avengers Assemble.
- Karnak è presente nell'anime Future Avengers.
- Il personaggio è tra i protagonisti della serie del Marvel Cinematic Universe Inhumans, interpretato da Ken Leung.[41]

### Videogiochi
- Karnak è un personaggio di supporto nel videogame Marvel: La Grande Alleanza.
- In Marvel: Avengers Alliance Karnak è un personaggio sbloccabile.
- Karnak appare come personaggio giocabile nel videogioco per smartphone Marvel: Sfida dei campioni.